# Aiguilles de Figeac
Les aiguilles de Figeac sont deux obélisques médiévaux situés sur le territoire de la commune de Figeac dans le département français du Lot. Classées au titre des monuments historiques dès la première liste de 1840, les aiguilles sont similaires dans leurs architecture, mais légèrement différentes dans leurs dimensions. Ces deux monuments, l'aiguille du Cingle et l'aiguille de Lissac (ou de Nayrac), seraient, selon la tradition, des bornes délimitant les terres de l'abbaye Saint-Sauveur, étant accompagnées de deux autres obélisques dont l'existence est hypothétique.

## Localisation
Les deux obélisques sont situés dans les environs immédiats de la ville de Figeac, dans le département du Lot, en région Occitanie, en France. L'aiguille du Cingle est située à environ 1300 mètres au sud de la ville au lieu-dit de l'aiguille, non loin de la route départementale 802. L'aiguille de Lissac est située à environ à 1700 mètres à l'ouest du bourg, sur la route dite de Lissac.

## Histoire

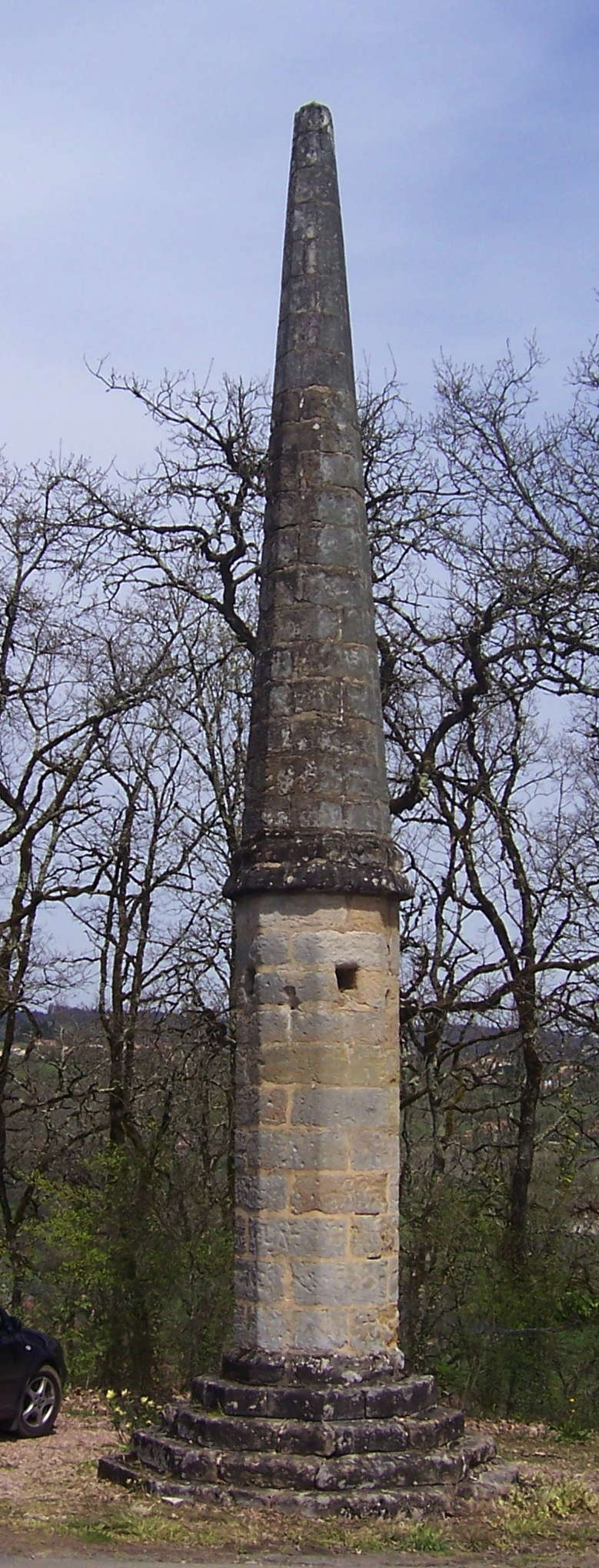
Aiguille de Lissac

La tradition fait remonter la construction des aiguilles au XIIe siècle ou au XIIIe siècle mais aucune source d'époque ne permet de l'affirmer. Tout au plus, la similarité avec d'autres monuments de ce type permet de dater, sans réelle certitude, leur construction au XIVe siècle.
Une hypothèse remontant au XIXe siècle attribue à ces aiguilles la fonction de délimitation d'une Salvetat, une zone de refuge généralement autour d'une église et délimité par des bornes. Deux autres monuments auraient alors existé : l'un au nord et l'autre à l'ouest de Figeac, formant ainsi un quadrilatère et délimitant alors un territoire d'environ 8 à 9 km² autour de l'abbaye Saint-Sauveur (dont reste aujourd'hui, l'église Saint-Sauveur de Figeac). Cependant, l'hypothèse de l'existence de deux autres aiguilles est mise à mal car, alors que l'on retrouve dans les compoids et archives de la ville, la trace des deux aiguilles subsistantes, aucune mention n'est faite pour les deux autres hypothétiques aiguilles. Tout au plus les archives livrent l'existence de pergues, de simple poteaux vraisemblablement en bois ou maçonné, qui auraient pu compléter la délimitation de la salvetat.
Les aiguilles ont été restaurées en 1879-1880 par le service des Ponts et Chaussées, notamment leurs pointes sommitales.
Les deux aiguilles sont classées au titre des monuments historiques par la liste de 1840.

## Description
Clairement identifiées comme n'étant pas des piles romaines, les deux aiguilles présentent certaines similitudes architecturales entre elles. Elles ont également certaines similitudes géométriques avec des lanternes des morts, dont elles sont globalement contemporaines, mais n'en sont pas : le fût des aiguilles est plein, et il n'y a pas de lanterne au sommet.

### L'aiguille du Cingle
Construite en calcaire, l'aiguille repose sur un socle carré de 1,60 mètre de hauteur, formé de deux gradins. Sur ce socle, repose un fût octogonal de 46 centimètres de côté et de 4 mètres de haut, surmonté d'une corniche de 40 centimètres de haut. Au dessus du fût, une flèche octogonale, aux pentes non uniformes s'élance vers le ciel sur une hauteur de 8,50 mètres environ. La hauteur totale de l'édifice est donc d'environ 14 mètres. Sur les faces nord et sud, deux niches de 80 centimètres de haut et de 5 centimètres de profondeur ont probablement abrités des statues.

### L'aiguille de Lissac
Bien que construite en grès et non en calcaire, l'aiguille présente les mêmes similitudes architecturales que l'aiguille du Cingle : Socle carré à 4 gradins sur lequel repose un fut octogonal surmonté d'une corniche, lui même surmonté d'une flèche pyramidale. La principale différence tient aux dimensions : l'aiguille de Lissac n'a une hauteur totale que de 11,50 mètres.

## Galerie

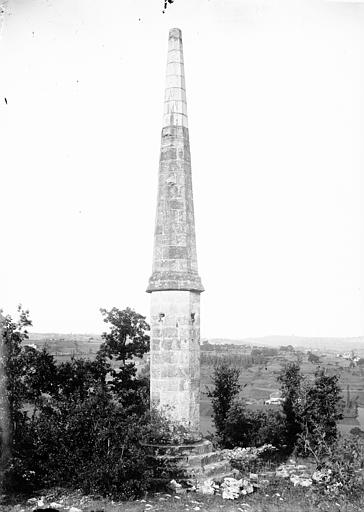
Aiguille de Lissac, début XXe siècle
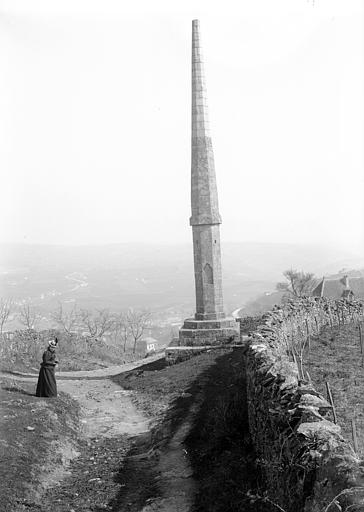
Aiguille du Cingle, début XXe siècle